# Leon Bruggeman
Leon Bruggeman (Hooglede, 23 mei 1923 – Roeselare, 31 januari 2006), was een Belgische vakbondsman die zich vooral inzette voor de Vlaamse seizoenarbeiders in Noord-Frankrijk.

## Biografie
Leon Bruggeman werd geboren in een syndicaal gericht gezin. Zijn vader was medestichter en voorzitter van het ACV in Hooglede, zijn moeder had dezelfde functie in de KAV. Leon volgde les aan de Vrije Middelbare School te Roeselare en werd handelsreiziger voor Hostens Koffie. In 1948 werd hij ACV-secretaris in Lichtervelde. Twee jaar later keerde hij al naar Roeselare terug als propagandist van de centrale 'Voeding en Diensten' waar hij zich inzette voor de arbeidersbelangen in de voedings- en landbouwsector.
Al vlug werd zijn aandacht getrokken door de seizoenarbeiders. In de jaren 1950 trokken veel Vlaamse arbeiders naar Noord-Frankrijk om er in de landbouw en cichoreiasten te gaan werken. Hard werk waar weleens misbruik van de Vlaamse arbeiders gemaakt werd. Samen met E.H. Joris De Jaeger trok hij meer dan 30 jaar rond in Frankrijk om de belangen van de Vlaamse seizoenarbeiders te verdedigen. Samen waren ze de opvolgers van 'Pasterke' Edmond Denys die voor de Eerste Wereldoorlog al actief was in Noord-Frankrijk.
In 1982 moest hij om gezondheidsredenen vervroegd op pensioen. Hij had nu de tijd om zijn wedervaren in Frankrijk te boek te stellen. In 1986 verscheen het boek Asten, bieten en ... Mensen. In 1993 volgde nog een roman, Het lot van de Laerens, waarin hij het harde leven van een seizoenarbeidersfamilie schetst. Bruggeman werd voor zijn inzet voor de seizoensarbeiders gehuldigd. Bij zijn pensionering ontving hij het Gulden Kruis van Sint-Donatianus van het bisdom Brugge. In 2002 kreeg hij de medaille van 'Officier de l'Ordre du Mérite Agricole' van het Franse ministerie van landbouw. Leon Bruggeman overleed in 2006.
Tijdens de verkiezing van 'Het talent van Roeselare' of de grootste Roeselarenaar in 2013, werd hij 25ste.

## Bron
- Aspeslagh, Peter. Roeselaarse auteurs. Leon Bruggeman, Roeselare, 2007.
- Oud Rousselare 2013/03. De 100 van Roeselare. 100 talenten uit Roeselare. Roeselare, 2013.